# Nikolái Chernishévski
Nikolái Gavrílovich Chernyshevski (en ruso: Никола́й Гаври́лович Черныше́вский; 12 de julio de 1828 – 17 de octubre de 1889) fue un revolucionario y filósofo socialista (visto por algunos como un socialista utópico) ruso. Fue el líder del movimiento revolucionario en Rusia, conocido como naródnik, en la década de 1860, y una figura que influyó a líderes como Vladímir Lenin, Emma Goldman o Svetozar Marković. Su trabajo más conocido es la novela ¿Qué hacer?, publicada en 1863.

## Biografía
Hijo de un sacerdote, Chernyshevski nació en Sarátov en 1828, y permaneció allí hasta 1846. Se graduó en el  seminario local donde aprendió varias lenguas, además de estudiar teología. Fue allí donde despertó su amor por la literatura. Continuó sus estudios en la Universidad de San Petersburgo, en la que ya se muestra como un ateísta, inspirado por autores como Ludwig Feuerbach y Charles Fourier. Después de graduarse, en 1850, volvió a Sarátov, donde fue profesor de literatura. Desde 1853 a 1862, vivió en San Petersburgo, donde fue el editor jefe de la revista Sovreménnik ("El Contemporáneo"), en la que publicó sus principales críticas literarias y sus ensayos sobre filosofía.
En 1862, fue arrestado y confinado en la fortaleza de San Pedro y San Pablo, donde escribió su famosa novela ¿Qué hacer? que inspiró a muchos revolucionarios rusos, como Lenin, que tituló de la misma forma uno de sus tratados políticos. Posteriormente, Chernyshevski fue condenado y exiliado a Viliúisk, en Siberia. Murió a la edad de 61 años.